# Coleodactylus
Genre
Coleodactylus est un genre de geckos de la famille des Sphaerodactylidae.

## Répartition
Les espèces de ce genre se rencontrent au Brésil, dans l'ouest du Suriname, au Guyana et au Venezuela.

## Liste des espèces
Selon The Reptile Database (31 mai 2012) :
- Coleodactylus brachystoma (Amaral, 1935)
- Coleodactylus elizae Gonçalves, Torquato, Skuk & Araújo Sena, 2012
- Coleodactylus meridionalis (Boulenger, 1888)
- Coleodactylus natalensis Freire, 1999
- Coleodactylus septentrionalis Vanzolini, 1980

## Publication originale
- Parker, 1926 : The neotropical lizards of the genera Lepidoblepharis, Pseudogonatodes, Lanthrogecko, and Sphaerodactylus, with the description of a new genus. Annals and magazine of natural history, ser. 9, vol. 17, p. 291-301.